# Coniopteryx brothersi
Coniopteryx brothersi är en insektsart som beskrevs av Meinander 1983. Coniopteryx brothersi ingår i släktet Coniopteryx och familjen vaxsländor. Inga underarter finns listade i Catalogue of Life.